# Омарханова, Рымкеш
Рымкеш Омарханова (30 октября 1939 г. род. Каркаралинский район Карагандинской области) — советская и казахская актриса театра. Заслуженная артистка Казахской ССР (1982). Заслуженный деятель Казахстана (2024). Кавалер орденов «Знак Почёта» (1976) и «Курмет» (2014). 

## Биография
- Рымкеш Омарханова родилась 30 октября 1939 года в г. Каркаралинск Карагандинской области.
- Окончила театральный факультет Карагандинского музыкального училища им. Татимбета (1965), актриса.
- С 1957 года — актриса народного театра.
- С 1963 года — актриса областного театра им. С. Сейфуллина (Караганда).
- С 1990 года по настоящее время — актриса Казахского музыкально-драматического театра имени К. Куанышбаева (Астана).
- Депутат областного Совета народных депутатов 2-го созыва (1973—1975) и городского Совета народных депутатов (1980—1982) г. Караганда.

## Основные роли на сцене
- Сыграла более 150 женских ролей, в том числе: «Ромео и Джульетта» — Джульетта (У. Шекспир), «Ана — Жер-Ана» — Алиман (Ч. Айтматов), «Енлик-Кебек» — Кебек (М. Ауэзов), «Гроза» — Катерина (А. Островский), «Ночь лунного затмения» — мать Танкабике (М. Карим), «Улан-Асу» — Айтолкын (К. Бекхожин), «Пока арба не перевернулась» — Кесарио (Иоселиани) и др.

## Награды
- 1969 — Медаль «За освоение целинных земель»;
- 1976 — Орден «Знак Почёта»;
- 1982 — Заслуженная артистка Казахской ССР;
- 1984 — Медаль «Ветеран труда»;
- 2008 — Медаль «10 лет Астане»;
- 2011 — Медаль «20 лет независимости Республики Казахстан»;
- 2014 — Орден Курмет из рук президента РК;[1][2]
- 2015 — лауреат кинопремии «Выбор критиков» в номинации «Лучшая женская роль второго плана»;[3]
- 2017 — лауреат государственной стипендии Первого Президента Республики Казахстан — Елбасы в области культуры;[4]
- Указом президента РК от 14 октября 2024 года награждена почётным званием «Қазақстанның еңбек сіңірген қайраткері» (Заслуженный деятель Казахстана) — за большой вклад в развитие отечественного театрального искусства.;